# Santa Maria da Scala (diaconia)
Santa Maria da Scala (em latim: S. Mariae Scalaris) é uma diaconia instituída em 14 de janeiro de 1664 pelo Papa Alexandre VII, para a transferência da antiga diaconia de Santa Maria Nova.

## Titulares protetores
- Paolo Savelli (1664-1669)
- Buonaccorso Buonaccorsi (1670-1678)
- Gianfrancesco Ginetti (1681-1682)
- Johannes Walter Sluse (1686-1687)
- Rinaldo d'Este (1688-1695)
- Domenico Tarugi (1696)
- Carlo Colonna (1706-1715)
- Alessandro Falconieri (1724-1734)
- Luís António Jaime de Bourbón y Farnesio (1735-1754)
- Saverio Canali (1766-1773)
- Gregorio Antonio Maria Salviati (1777-1780)
- Filippo Campanelli (1789-1790)
- Luis María de Bourbon y Vallábriga, título pro illa vice (1800-1823)
- Paolo Mangelli Orsi (1843-1844)
- Prospero Caterini (1853-1876); in commendam (1876-1881)
- Pietro Lasagni (1882-1885)
- Augusto Theodoli (1886-1892)
- Girolamo Maria Gotti, O.C.D. (1895-1916)
- Camillo Laurenti (1921-1935); título pro illa vice (1936-1938)
- José María Caro Rodríguez, título pro illa vice (1946-1958)
- Julius August Döpfner, título pro illa vice (1958-1976)
- Carlos Oviedo Cavada, O. de M., título pro illa vice (1994-1998)
- François-Xavier Nguyên Van Thuân (2001-2002)
- Stanisław Kazimierz Nagy, S.C.I. (2003-2013)
- Ernest Simoni (desde 2016)